# Hyposcada margarita
Hyposcada margarita är en fjärilsart som beskrevs av Fox 1941. Hyposcada margarita ingår i släktet Hyposcada och familjen praktfjärilar. Inga underarter finns listade i Catalogue of Life.